# Gerasdorf bei Wien
Gerasdorf bei Wien osztrák város Alsó-Ausztria Korneuburgi járásában. 2021 januárjában 11 666 lakosa volt. 

## Elhelyezkedése

Gerasdorf bei Wien a Korneuburgi járásban

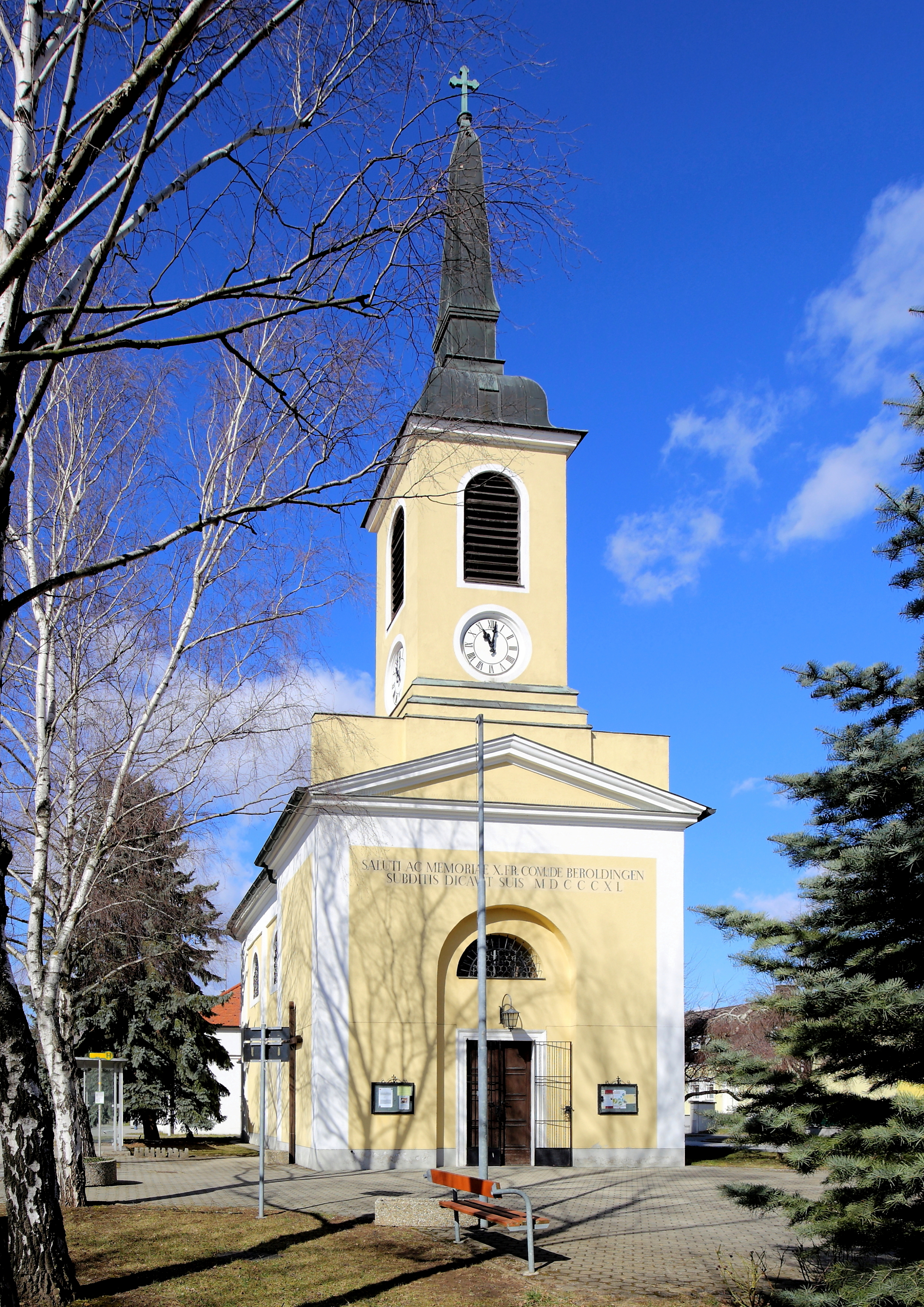
A seyringi Szt. Rozália-templom

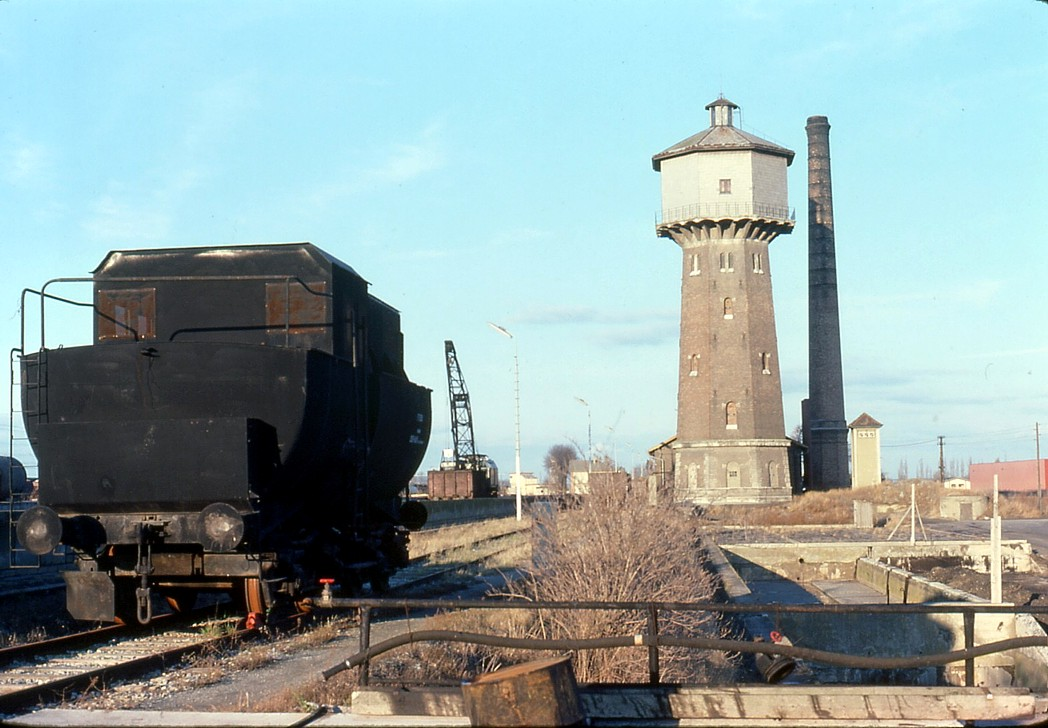
A vasútállomás víztornya (ipari műemlék)

Gerasdorf bei Wien a tartomány Weinviertel régiójában fekszik Bécstől közvetlenül északra. Legfontosabb folyóvize a Marchfeldkanal csatorna. Területének 2,5%-a erdő, 67,8% áll mezőgazdasági művelés alatt. Az önkormányzat két települést egyesít: Gerasdorf (9901 lakos 2021-ben) és Seyring (1765 lakos).  
A környező önkormányzatok: délre Bécs Floridsdorf és Donaustadt kerületei, nyugatra Hagenbrunn, északnyugatra Großebersdorf, északra Wolkersdorf im Weinviertel, északkeletre Pillichsdorf, keletre Deutsch-Wagram.

## Története
Gerasdorfot 1200 körül, Seyringet a 11. században említik először. Gerasdorf területén 1848-ig különböző nagybirtokok osztoztak, a bécsi "skót kolostor" (Schottenstift), a klosterneuburgi apátság, a bisambergi és süßenbrunni uradalmak. Seyring a Berolding családé volt. AZ 1848-as forradalom után felszámolták a feudális birtokrendszert és megalakult a két község. 
Miután 1938-ban a Német Birodalom annektálta Ausztriát, közigazgatási reformot hajtottak végre és a két községet betagozták Nagy-Bécsbe. A második világháború alatt Seyringben "Wetterfrosch" kódnévvel katonai repülőtér és pilótaiskola működött. Az 1941-es balkáni hadjárat során itt állomásozott a Luftwaffe 4. felderítő csoportja (Luftflotte 4). 1944-től a repülőteret rendszeresen bombázták a szövetségesek. 
1954-ben 80 más Bécs-környéki községgel együtt Gerasdorf és Seyring visszanyerte önállóságát. A két önkormányzat 1972-ben egyesült. Gerasdorf bei Wien-t 1992-ben mezővárosi, 1998-ban városi rangra emelték. A város 2015-ig a Bécskörnyéki járáshoz tartozott, amelyet ekkor megszüntettek és a részeit a környező járások között osztották szét. 2017 óta Gerasdorf a Korneuburgi járás része. 

## Lakosság
A Gerasdorf bei Wien-i önkormányzat területén 2021 januárjában 11 666 fő élt. A lakosságszám 1869 óta gyarapodó tendenciát mutat. 2019-ben az ittlakók 88,5%-a volt osztrák állampolgár; a külföldiek közül 2,1% a régi (2004 előtti), 4,9% az új EU-tagállamokból érkezett. 2,6% az egykori Jugoszlávia (Szlovénia és Horvátország nélkül) vagy Törökország, 1,9% egyéb országok polgára volt. 2001-ben a lakosok 68,2%-a római katolikusnak, 4,2% evangélikusnak, 22,1% pedig felekezeten kívülinek vallotta magát. Ugyanekkor 43 magyar élt a városban; a legnagyobb nemzetiségi csoportot a németek (93,7%) mellett a horvátok alkották 1,3%-kal. 
A népesség változása:

| 2016 | 10 782 |
| 2018 | 11 155 |

## Látnivalók
- a seyringi kastély
- a gerasdorfi Szt. Péter és Pál-plébániatemplom
- a seyringi Szt. Rozália-plébániatemplom

## Fordítás
- Ez a szócikk részben vagy egészben  a   Gerasdorf bei Wien című német Wikipédia-szócikk ezen változatának fordításán alapul.  Az eredeti cikk szerkesztőit annak laptörténete sorolja fel. Ez a jelzés csupán a megfogalmazás eredetét és a szerzői jogokat jelzi, nem szolgál a cikkben szereplő információk forrásmegjelöléseként.